# Філіпп Людвіг Статіус Мюллер
Філіпп Людвіг Статіус Мюллер (нім. Philipp Ludwig Statius Müller) (25 квітня 1725 — 5 січня 1776) — німецький зоолог. Прізвище Мюллер мають ще два видатні вчені: Отто Фрідріх Мюллер (1730—1784) та Саломон Мюллер (1804—1864).

## Біографія
Статіус Мюллер народився в Езенсі в сім'ї проповідника. Вивчав теологію та філософію в Єні з 1741 по 1744 рік. 30 жовтня 1745 року Стаціус Мюллер став проповідником лютеранської конгрегації в Амерсфорті. У 1749 році він прийняв виклик до Леувардена. Через звинувачення в тому, що він симпатизував Бальтазару Беккеру та представляв теологічні погляди, надто віддані Просвітництву, до 1754 року стався розрив з церквою. Стаціус Мюллер прийняв виклик до університету Ерлангена, де він читав лекції з логіки, метафізики, риторики, політики, голландської мови, економіки (камералістики) і природничих наук, таких як ботаніка, фітотерапія та географія. Був професором природничих наук в Ерлангені. Його постійні контакти в Нідерландах дозволили створити кабінет природничої історії. У 1766 році він був обраний членом Леопольдини. Між 1773 і 1776, він опублікував німецькомовну класифікацію тваринного світу, яка спиралася на 12 видання праці Ліннея Systema Naturae, а також на Natuurlijke Historie Мартінуса Гауттейна. Додаток 1776 року містив перші описи великої кількості видів тварин.

## Описані таксони
Fossa fossana, Eclectus roratus, Celeus elegans, Allenia fusca, Brotogeris jugularis, Setophaga fusca, Grus japonensis, Saroglossa aurata, Jacamerops aureus, Lamprotornis caudatus, Merops pusillus, Onychorhynchus coronatus, Penelope marail, Querula purpurata та ін.